# 342 v. Chr.
Portal Geschichte | Portal Biografien | Aktuelle Ereignisse | Jahreskalender | Tagesartikel

◄ |
5. Jahrhundert v. Chr. |
4. Jahrhundert v. Chr. |
3. Jahrhundert v. Chr. |
►

◄ | 360er v. Chr. | 350er v. Chr. | 340er v. Chr. | 330er v. Chr. |
320er v. Chr. |
►

◄◄ | ◄ | 345 v. Chr. | 344 v. Chr. | 343 v. Chr. | 342 v. Chr. |
341 v. Chr. |
340 v. Chr. |
339 v. Chr. |
► |
►►

## Ereignisse

### Politik und Weltgeschehen

#### Östliches Mittelmeer
- Thrakien-Feldzug des makedonischen Königs Philipp II. Der thrakische König Kersebleptes wird unterworfen, die makedonische Herrschaft bis zum Balkangebirge ausgedehnt und die Stadt Philippopolis (Plowdiw) errichtet.
- Die Makedonen unter Antipatros und Parmenion verwüsten die Sporaden und landen auf Euböa, wo sie in Oreos und Eretria Garnisonen legen, nachdem Athen versucht hatte, promakedonische Herrscher zu vertreiben. Demosthenes prangert dies als Verstoß gegen den Frieden des Philokrates an.

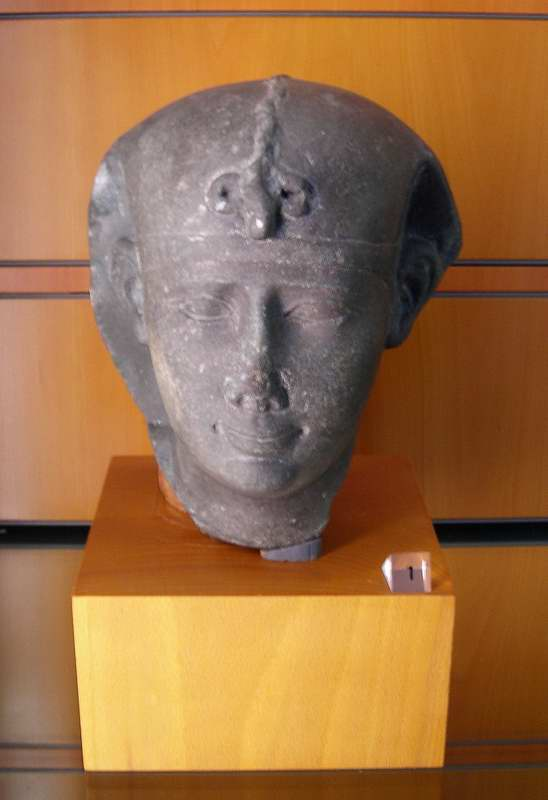
Statuenkopf des Nektanebos II.
(Musée des Beaux Arts, Lyon)

- Die Perser unter Artaxerxes III. beenden die im Vorjahr begonnene Eroberung Ägyptens, das wieder persische Provinz wird. Nektanebos II., der letzte einheimische Pharao im Alten Ägypten, flieht nach Nubien.

#### Westliches Mittelmeer
- Die Römer ernennen Marcus Valerius Corvus zum Diktator im Ersten Samnitenkrieg.
- Sieg der Römer über die Samniten bei Saticula (östlich Capua) und am Berg Gaurus (bei Cumae).
- Die Leges Genuciae werden erlassen.

#### Kaiserreich China
siehe Hauptartikel Kaiserreich China

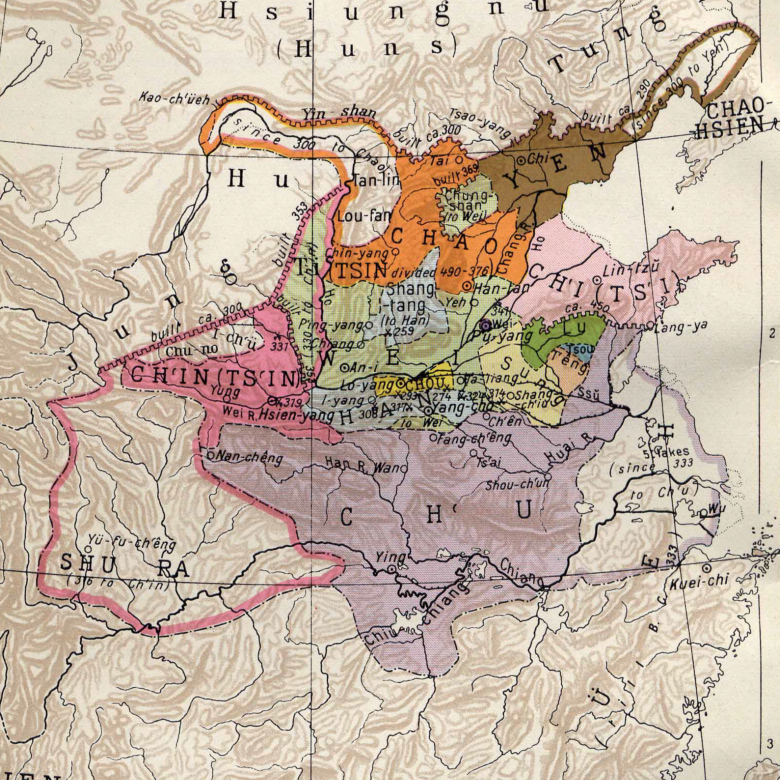
Die Streitenden Reiche um 350 v. Chr.

- Der Staat Wei siegt in der Schlacht von Maling während der Zeit der Streitenden Reiche in China über die Staaten Qi und Han.

### Gesellschaft
- Aristoteles wird Lehrer Alexanders des Großen.

## Geboren
- 342/341 v. Chr.: Menandros, griechischer Komödiendichter († 293/292 v. Chr.)
- um 342 v. Chr.: Thessalonike von Makedonien, makedonische Prinzessin († 295 v. Chr.)